# 利物浦沃爾頓 (英國國會選區)

選區在默西賽德郡的位置

利物浦沃爾頓（英語：Liverpool Walton），英國國會一自治市選區，位於默西賽德郡利物浦東北部，包括六個地方選區。
設於1885年。本區議席早期為保守黨人士所佔據，但自1964年起至今該區選民卻一直支持工黨。2010年大選中，史提夫·羅瑟勒姆以72.0%選票在該區勝出，繼承了因彼得·基爾福伊爾退休留下的議席。